# Кайзер, Фредерик
Фредерик Кайзер (нидерл. Frederik Kaiser; (1808—1872) — голландский астроном.

## Биография
Родился в Амстердаме, в 1835 опубликовал рассуждение о комете Галлея, с 1837 до конца жизни — директор Лейденской обсерватории, написал «De Sterrenhemel» (Амстердам, 1843) и опубликовал ряд интересных наблюдений в «Анналах Лейденской обсерватории» (Гаага, 1868, 1870 и 1872).
Выполнил микрометрические измерения двойных звёзд, определил положение фундаментальных звёзд. Сделал многочисленные зарисовки Марса и других планет, гелиометрические измерения положения деталей и диаметра Марса.
Член Королевского астрономического общества и Голландской королевской академии наук.
В его честь названы кратер на Луне, кратер на Марсе и астероид № 1694.